# Джайяварман III
Джаяварман III (кхмер. ជ័យវរ្ម័នទី៣, IX век — 877) — правитель Кхмерской империи (ок. 839/850—860).

## Биография
Сын Джаявармана II. Один из немногих кхмерских правителей, поклонявшийся Вишну, о чём свидетельствует его посмертно принятое имя — Вишнулока.
Отправление культа девараджи внуком основателя династии Шивакайвальи Сукшмавинду стала последней датой, относящейся к правлению Джаявармана III. После его смерти, в империи начался период междуцарствия продолжевшийся до 877 года.
Посмертное имя — Вишнулока.